# Стрілець Ольга Олександрівна
О́льга Олекса́ндрівна Стріле́ць (справжнє прізвище — Стрельцо́ва; 2 січня 1923, село Замулівка, нині Вовчанського району Харківської області — 11 березня 1974, Івано-Франківськ) — українська письменниця (поетеса, прозаїк), педагог. Кандидат філологічних наук. Член Спілки письменників України.

## Біографія
Ольга Олександрівна Стрельцова народилася в родині селян-бідняків. Після закінчення середньої школи працювала літпрацівником-коректором районної газети «За комунізм».
З перших днів війни її мобілізували. Почала війну курсантом, закінчила старшим сержантом. Від січня 1942 була командиром відділення радіо винищувального протитанкового артилерійського полку Резерву Головного Командування, від 1943 року до кінця війни — командиром відділення розвідки артдивізіону.
5 серпня 1943 року Ольгу Стрельцову біля Савур-Могили Донецької області було важко поранено. 1943 року вступила в партію. Брала участь в обороні Сталінграда, захопленні Ростова-на-Дону, Донбасу, а також Бухареста, Софії, Белграда, Бухареста та Відня.
Ольгу Стрельцову нагороджено медалями «За відвагу», «За оборону Сталінграда», «За визволення Белграда», «За перемогу над Німеччиною у Великій Вітчизняній війні 1941—1945 років».
Закінчила 1948 року заочне відділення Харківського педагогічного інституту, 1951 року аспірантуру при Харківському педагогічному інституті. Кандидат філологічних наук.
Викладала українську мову та літературу у Кам'янець-Подільському педагогічному інституті (нині Кам'янець-Подільський національний університет імені Івана Огієнка), партійній школі, середніх школах Станіслава (з 1962 року — Івано-Франківськ) — зокрема, 1956 року — в середній школі № 11.
10 травня 1971 року засновано Івано-Франківську обласну організацію Спілки письменників України. Співучасниками її створення були тоді 10 літераторів, серед них і Ольга Стрілець.

## Творчість
Писати почала 1956 року.
При житті видала чотири збірки віршів:
- «Дороги» (Київ: Молодь, 1960),
- «Мої!» (Київ, 1963),
- «Ломикамінь» (1966),
- «Громовиця» (Ужгород: Карпати, 1972; передмова Степана Крижанівського).

Автор книги нарисів «Спасибі, люди!» (Львів, 1964).
1990 року київське видавництво «Дніпро» опублікувало вірші та фронтовий щоденник Ольги Стрілець під назвою «Обпалена троянда». Упорядкував збірку Степан Пушик. Він також упорядкував ще одну посмертну збірку Ольги Стрілець «Їхав автобус».
До літературного спадку письменниці належить також поема про Григорія Сковороду, низка віршиків для дітей і неопублікованих поезій.
Вірш «У милого очі сині», покладений на музику композитора Дмитра Циганкова, став народною піснею.